# IBM System/36
L'IBM System/36 (sovint abreujat com S/36) va ser un ordinador de gamma mitjana comercialitzat per IBM entre 1983 i 2000, un successor multiusuari i multitasca del System/34.
Igual que el System/34 i l'antic System/32, el System/36 es va programar principalment en el llenguatge RPG II. Una de les característiques opcionals de la màquina era un mecanisme d'emmagatzematge fora de línia (al model 5360) que utilitzava "revistes": caixes de disquets de 8 polzades que la màquina podia carregar i expulsar de manera no seqüencial. El System/36 també tenia moltes funcions de mainframe, com ara cues de treball programables i nivells de prioritat de programació.

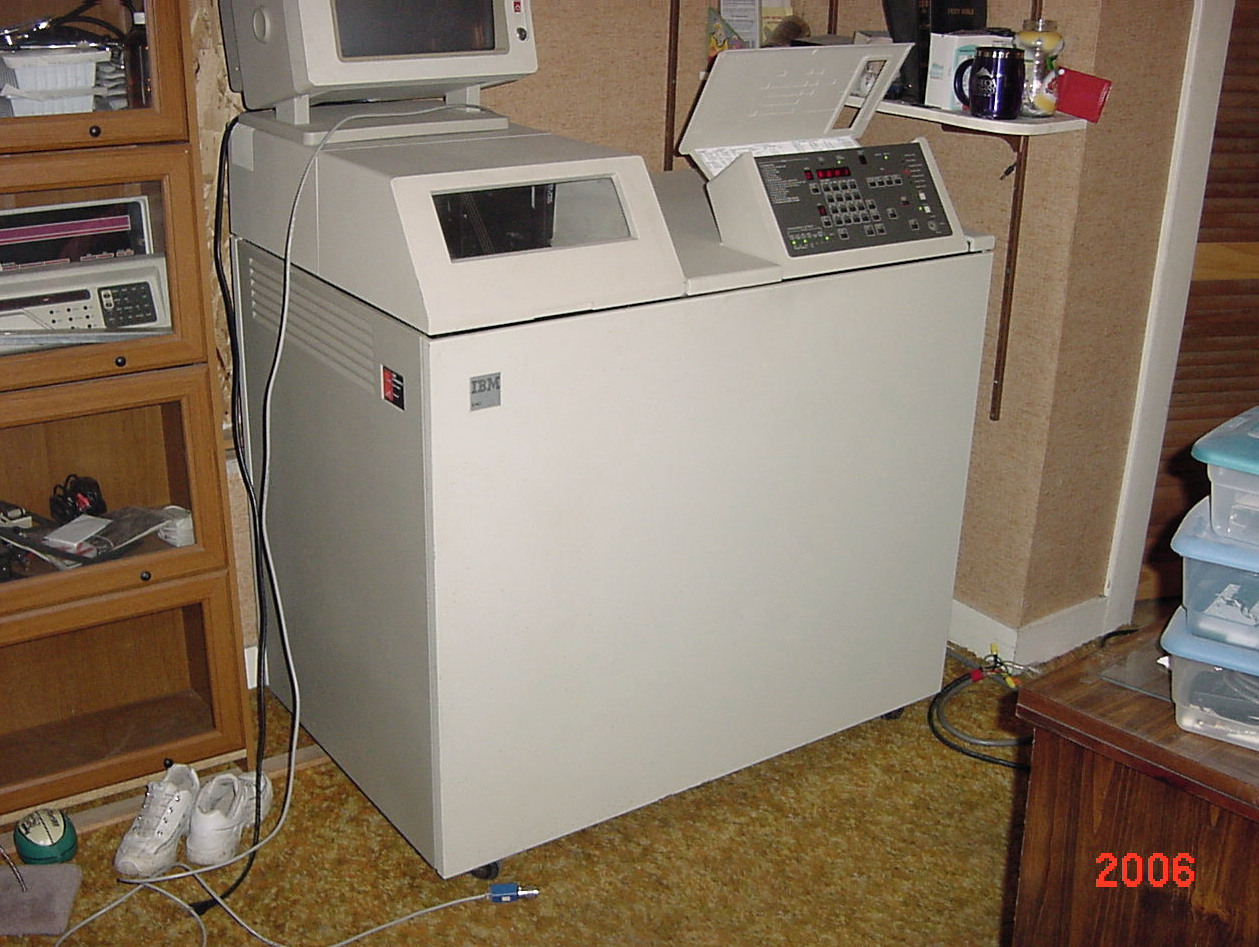
Unitat del sistema IBM 5360

Tot i que aquests sistemes eren similars als minicomputadors d'altres fabricants, els mateixos IBM van descriure el System/32, el System/34 i el System/36 com a "sistemes petits" i més tard com a ordinadors de gamma mitjana juntament amb el System/38 i després l'IBM AS/400.
La sèrie AS/400 i els IBM Power Systems que executen IBM i poden executar codi System/36 a l'entorn System/36, tot i que primer cal recompilar el codi a l'IBM i.

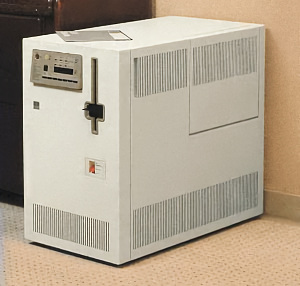
Unitat del sistema IBM 5362

## Visió general del sistema IBM/36
L'IBM System/36 va ser un sistema informàtic popular per a petites empreses, anunciat per primera vegada el 16 de maig de 1983 i enviat més tard aquell any. Tenia una vida útil del producte de 17 anys. El primer model del System/36 va ser el 5360.
A la dècada de 1970, el Departament de Justícia dels EUA va presentar una demanda antimonopoli contra IBM, al·legant que utilitzava pràctiques il·legals per eliminar els competidors. En aquest moment, IBM havia estat a punt de consolidar tota la seva línia (System/370, 4300, System/32, System/34, System/38) en una "família" d'ordinadors amb la mateixa tecnologia de bases de dades ISAM, llenguatges de programació i arquitectura de maquinari. Un cop presentada la demanda, IBM va decidir que tindria dues famílies: la línia System/38, destinada a grans empreses i que representava la direcció futura d'IBM, i la línia System/36, destinada a petites empreses que havien utilitzat el llegat System/32 de l'empresa. /34 ordinadors. A finals de la dècada de 1980, la demanda va ser abandonada i IBM va decidir recombinar les dues línies de productes, creant l'AS/400, que va substituir tant el System/36 com el System/38.
El System/36 utilitzava pràcticament el mateix RPG II, Screen Design Aid, OCL i altres tecnologies que utilitzava el System/34, tot i que era incompatible amb el codi objecte. L'S/36 era un ordinador per a petites empreses; tenia una unitat de disquet de 8 polzades, entre un i quatre discs durs amb mides de 30 a 716 MB i memòria de 128K fins a 7MB. Les unitats de cinta estaven disponibles com a dispositius de còpia de seguretat; el 6157 QIC (cartutx d'un quart de polzada) i el 8809 de bobina a bobina tenien capacitats d'aproximadament 60 MB. La unitat de cinta Advanced/36 9402 tenia una capacitat de 2,5 GB. La sèrie de terminals IBM 5250 eren la interfície principal del System/36.

## Arquitectura del sistema

### Processadors
Els S/36 tenen dos processadors de 16 bits, el CSP o processador d'emmagatzematge de control i el MSP o processador d'emmagatzematge principal. El MSP és el cavall de batalla; realitza les instruccions dels programes informàtics. El CSP és el governador; realitza funcions del sistema en segon pla. Els programes d'utilitat especials són capaços de fer trucades directes al CSP per realitzar determinades funcions; solen ser programes del sistema com $CNFIG que s'utilitza per configurar el sistema informàtic. Igual que amb el maquinari anterior System/32 i System/34, l'execució de les anomenades "instruccions científiques" (és a dir, operacions de coma flotant) s'implementa al programari del CSP.
L'objectiu principal del CSP és mantenir el MSP ocupat; com a tal, funciona a una mica més de quatre vegades la velocitat de l'MSP. Els primers models System/36 (el 5360-A) tenen un CSP de 4MHz i un MSP d'1 MHz. El CSP carrega codi i dades a l'emmagatzematge principal darrere del comptador de programes del MSP. Com que el MSP està treballant en un procés, el CSP està omplint l'emmagatzematge per al següent procés.
Els processadors 5360 venien en quatre models, etiquetats com 5360-A a 5360-D. El model "D" posterior és aproximadament un 60 per cent més ràpid que el model "A".

### Memòria i disc
El més petit S/36 tenia 128K de RAM i un disc dur de 30 MB.
L'S/36 configurat més gran podria suportar 7 MB de RAM i 1478 MB d'espai en disc. Això va costar més de 200.000 dòlars EUA a principis dels anys vuitanta. Els discs durs S/36 contenien una característica anomenada "el cilindre addicional", de manera que es van detectar punts dolents de la unitat i es van assignar dinàmicament a punts bons del cilindre addicional. Per tant, és possible que l'S/36 utilitzi més espai del que pot abordar tècnicament. Les mides de l'adreça del disc limiten la mida de la partició S/36 activa a uns 2 GB; tanmateix, el paquet gran Advanced/36 tenia un disc dur de 4 GB que podia contenir fins a tres S/36 (emulats), i els ordinadors Advanced/36 tenien més memòria de la que podia adreçar SSP (32MB a 96MB) que s'utilitzava per augmentar la memòria cau del disc.
L'espai en disc del System/36 estava organitzat per blocs, amb un bloc format per 2560 bytes. Un sistema 5360 de gamma alta s'enviaria amb uns 550.000 blocs d'espai de disc disponibles. Els objectes del sistema es podien assignar en blocs o registres, però internament sempre eren blocs.

### Programari

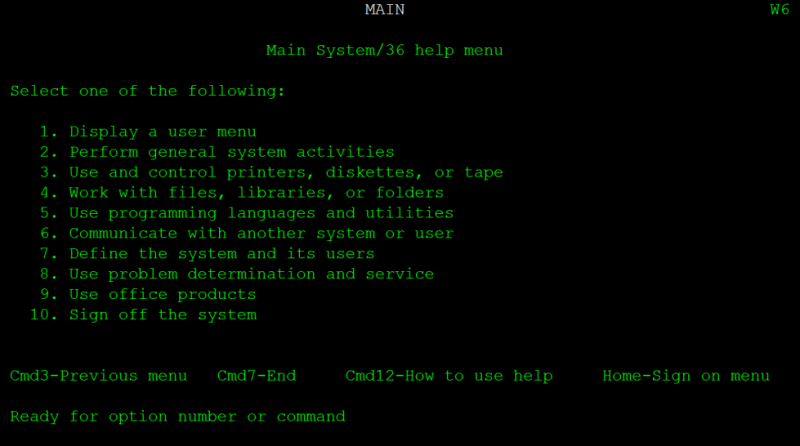
Menú principal System/36 SSP

El programa de suport del sistema (SSP) era l'únic sistema operatiu de l'S/36. Contenia suport per a la multiprogramació, diversos processadors, 80 dispositius, cues de treballs, cues d'impressores, seguretat, suport de fitxers indexats i, completament instal·lat, tenia uns 10 MB. A l'Advanced/36, el nombre d'estacions de treball/impressores es va augmentar a 160. A l'entorn Guest/36 d'algunes versions d'OS/400, s'admetien fins a 216 dispositius.
L'S/36 podia compilar i executar programes de fins a 64 kB de mida, encara que la majoria no eren tan grans. Això es va convertir en un problema de coll d'ampolla només per als programes de pantalla més grans. Amb l'Advanced/36, es van afegir funcions al sistema operatiu SSP, inclosa la possibilitat de trucar a altres programes des de dins. Per tant, un programa que es digués de 60 kB podria anomenar un altre programa de 30 kB o 40 kB. Aquesta trucada/parm havia estat disponible amb paquets de tercers al System/36, però no s'utilitzava àmpliament fins que la funció es va posar a 7.1 i 7.5 de SSP a Advanced/36.